# 西谷康彦
西谷 康彦（にしたに やすひこ、1954年3月29日 - ）は、兵庫県尼崎市出身の元競輪選手で、日本競輪選手会岡山支部に所属していた。過去に同会の支部長を務めたこともある。

## 来歴
日本競輪学校第29期試験を受験したものの不合格となったため、その後家業を継いだが、29期出身のトップスターの一人であった、阿部良二の活躍に触発され、その5年後、同校第40期に合格（同期には清嶋彰一、伊藤公人らがいる）。
1977年11月11日、ホームバンクだった玉野競輪場でデビューし1着。及び同開催の完全優勝も記録した。
その後、「フラワーラインのドン」と謳われた、山口国男を慕うようになったことをきっかけに、東日本地区と、緒方浩一を参謀格とする九州軍団シンパ以外の西日本地区の連携を画策し、「西のフラワーラインのドン」という異名をとることになる。
その背景には当時、個々の力量はありながらも、選手間同士のまとまりが悪いため、特別競輪でなかなか好成績を収められない状態が続いていた岡山勢を一つに纏め上げるという狙いもあった。
したがって、中野浩一、井上茂徳という、九州の二大看板選手と岡山勢が同じレースに乗り合わせても、連携することがめったになく、逆に国男や、その弟である山口健治ら、フラワーラインの選手が同乗すると連携するケースが少なくないという、当時の競輪の常識を半ば覆すかのようなライン形成シーンがしばし見られるようになったが、そのシナリオを常に描いていたのは西谷である。もっとも、フラワーラインが事実上瓦解するようになると、こうした連携シーンはめったに見られなくなった。
よって、自身は一度も特別競輪（現在のGI）の決勝には進出できなかったが、上記の山口国男、緒方浩一と双璧の、競輪史上に残るバイプレーヤーだったといえる。
自身も長らく特別競輪に参加するなど、トップクラスの地位を確保し続けたが、2010年1月14日に選手登録が削除された。通算戦績2649戦237勝。
引退後は玉野競輪中継の解説者を務めている。